# اللغة الطارقية
اللغة الطارقية (تيفيناغ: ⵜⴰⵓⴰⵏⵏⵜ ⵜⴰⵏ ⵜⵎⴰⵛⵈ) هي اللغة التي يتحدث بها الطوارق في الصحراء الكبرى، وتتكون من ثلاث لهجات: تماشق، وتماجق، وتماهق، اللغة الطارقية هي الوحيدة من بين اللغات الأمازيغية التي حافظت على جذور الأمازيغية التي أميتت، كما يفيد محمد شفيق في معجمه الأمازيغي .

## أصلها
يتكلم الطوارق بلغة من أصل أمازيغي، ولها أصالتها الخاصة، فهي وسيلة التعبير الأولية التي ابتكترها الأجناس الأولية التي سكنت الشمال الإفريقي منذ ألوف السنين، ومن الكتّاب الذين ذهبوا إلى جعل الطارقية من أصل سامي المستشرق الألماني روسر ويبني، لوجود الحروف الحلقية والعبارات الجزلة، وهذه إحدى سمات اللغات السامية التي تعتبر اللغة العربية فرعا منها .

## أبجديتها
أبجدية اللغة الطارقية تيفيناغ التي تجعل من الطوارق أحد الشعوب الإفريقية النادرة التي تمتلك أبجدية نظيفة يرجع وجودها إلى ثلاثة آلاف سنة قبل ميلاد السيد المسيح عليه السلام تقريبا . كما تشهد على ذلك الكتابات والنقوش التي تمثل الصحراء وأفريقيا الشمالية  والطوارق هم الشعب الأمازيغي الوحيد الذي حافظ على أبجدية تيفيناغ ، وهي مؤلفة من 24 حرفا، وتكتب من اليسار إلى اليمين.

## القواميس
- شارل دو فوكو: قاموس طارقي - فرنسي، لهجة كل آهقار، 4 مجلدات. المطبعة الوطنية الفرنسية 1951-1952 م- Dictionnaire touareg-français, Paris, Imprimerie nationale, 4 tomes (réédition L'Harmattan, 2005).
- شارل دو فوكو: القاموس الموجز طارقي - فرنسي، لهجة كل آهقار، مجلدان، نشر من قبل رينيه باسيت، الجزائر- كاربونيل، 1918-1920 م-Dictionnaire abrégé touareg-français (dialecte de l’Ahaggar), publié par René Basset, Alger, Carbonnel, 2 tomes.
- شارل دو فوكو: القاموس الموجز طارقي - فرنسي للألفاظ الخاصة (لهجة كل آهقار)، نشر من قبل أندريه باسيت، باريس - لاروز، 1940 م- Dictionnaire abrégé touareg-français des noms propres (dialecte de l’Ahaggar), publié par André Basset, Paris, Larose.
- كارل-ج. برس: قاموس طارقي - فرنسي، لهجة تماجق، 2003 م- Dictionnaire touareg-français (Niger).
- جيفري هيث: قاموس طوارق مالي، لهجة تماشق، 2006 م- dictionnaire touareg du Mali ; tamachek-anglais-français.
- ديفيد سودلو: قاموس لهجة تماشق شمال شرق بروكينا فاسو، 2009 م- Dictionary of the Tamasheq of North-East Burkina Faso.

## كتب القواعد
- شارل دو فوكو: ملاحظات من أجل دراسة قواعد اللغة الطارقية ( لهجة كل آهقار)، نشر من قبل رينيه باسيت، الجزائر- كاربونيل، 1920 م- Notes pour servir à un essai de grammaire touarègue (dialecte de l’Ahaggar), publiées par René Basset, Alger, Carbonnel.
- قواعد وحوارت وقاموس طارقي، من تأليف A. de Motylinski، نشر من قبل رينيه باسيت، نقحه وأكمله شارل دو فوكو، 1908 م- Grammaire, dialogues et dictionnaire touaregs / A. de Motylinski par René Basset, revus et complétés par le P. de Foucauld 1908.
- جيفري هيث: قواعد تماشق، 2005 م- A Grammar of Tamashek (Tuareg of Mali).
- مارتن كوسمان: قواعد طوارق كل آير، 2011 م- A Grammar of Ayer Tuareg (Niger).
- ديفيد سودلو: تماشق شمال شرق بوركينا فاسو ملاحظات على القواعد وتركيب الجملة، 2011 م- The Tamasheq of North-East Burkina Faso

Notes on Grammar and Syntax including a Key Vocabulary.
- كارل-ج. برس: قواعد اللغة الطارقية (تاهقارت)، 4 مجلدات، 1973 م- Manuel de grammaire touaregue (tahaggart).
- كارل-ج. برس : دورة ابتدائية لهجة تاهقارت، 2010 م- Tuareg Elementary Course (Tahaggart).